# Марково (Заводоуковський міський округ)
Ма́рково (рос. Марково) — село у складі Заводоуковського міського округу Тюменської області, Росія.
Населення — 142 особи (2010, 175 у 2002).
Національний склад станом на 2002 рік:
- росіяни — 76 %